# Antillotyphlops hypomethes
Antillotyphlops hypomethes — вид змій родини сліпунів (Typhlopidae). Ендемік Пуерто-Рико.

## Поширення і екологія
Antillotyphlops hypomethes мешкають на північному, східному і південно-східному узбережжі Пуерто-Рико, а також на сусідніх островах Ісла-Паломіно, Ісла-Піньєрос та В'єкес. Вони живуть в прибережних вологих і сухих тропічних лісах, трапляються на плантаціях, в садах і поблизу людських поселень. Зустрічаються на висоті до 450 м над рівнем моря.